# Trisectriz de Ceva

Trisectriz o cicloide de Ceva

La trisectriz de Ceva, también conocida como cicloide de Ceva, es una  curva plana que lleva el nombre de Tommaso Ceva (1648-1736), y que se puede utilizar para la trisección de un ángulo arbitrario (de ahí el nombre de trisectriz). El propio Ceva se refirió a la curva como cycloidum anomalarum.

## Definición geométrica

Animación de la construcción de la Cicloide de Ceva

Propiedad angular de la cicloide de Ceva:
(triángulo isósceles)
(teorema del ángulo exterior, conjunto básico de ángulos)
(ángulo, suma de ángulos)

Para un punto {\displaystyle P_{1}} de la circunferencia goniométrica se construye la línea recta {\displaystyle OP_{1}} que conecta el punto con el origen {\displaystyle O}. Luego, se determina sobre el eje x el punto {\displaystyle P_{2}}, que tiene una distancia de 1 desde {\displaystyle P_{1}}. Finalmente, se determina entonces el punto {\displaystyle P_{3}} como la intersección (distinta del punto {\displaystyle P_{1}}) de la línea recta {\displaystyle OP_{1}} con la circunferencia de radio 1 y centro {\displaystyle P_{2}}. La cicloide de Ceva es ahora el lugar geométrico de los puntos {\displaystyle P_{3}}, que se obtiene rotando el punto {\displaystyle P_{1}} y por lo tanto también la línea recta {\displaystyle OP_{1}}, alrededor del origen {\displaystyle O}.
El lugar geométrico consta de cuatro bucles axialmente simétricos en el origen, siendo los dos bucles del eje x significativamente más grandes que los dos del eje y. Si solo se usa la semirrecta {\displaystyle OP_{1}} en lugar de la recta, entonces se omiten los dos pequeños bucles en el eje y.
Debido a su construcción, el ángulo entre la línea recta {\displaystyle OP_{1}} y el eje x es exactamente un tercio del ángulo entre la línea {\displaystyle P_{2}P_{3}} y el eje x (véase el dibujo). Debido a esta propiedad, la curva se puede utilizar como una trisectriz.
Si se continúa el proceso de construcción de los puntos {\displaystyle P_{1}}, {\displaystyle P_{2}} y {\displaystyle P_{3}} para otros puntos {\displaystyle P_{k}}, se obtienen {\displaystyle k} curvas del lugar geométrico de {\displaystyle P_{k}} que son sectrices de Ceva para {\displaystyle k}=impar.

## Forma de la ecuación y parámetro
La siguiente ecuación en coordenadas polares se puede deducir de la definición geométrica con la ayuda del teorema del coseno:
{\displaystyle r=1+2\cos(2\varphi )}.
La siguiente representación se obtiene como la curva de parámetros {\displaystyle \gamma :[0,2\pi ]\rightarrow \mathbb {R} ^{2}} en coordenadas cartesianas:
{\displaystyle \gamma (t)={\begin{pmatrix}x(t)\\y(t)\end{pmatrix}}={\begin{pmatrix}2\cos(t)+\cos(3t)\\\sin(3t)\end{pmatrix}}}.
Además, la siguiente ecuación da como resultado coordenadas cartesianas, comprobándose que la cicloide de Ceva es una curva algebraica de sexto grado:
{\displaystyle (x^{2}+y^{2})^{3}=(3x^{2}-y^{2})^{2}}.

## Trisección angular
La propiedad angular de las cicloides de Ceva descrita anteriormente proporciona la siguiente construcción para dividir un ángulo en tres partes iguales. En un ángulo dado {\displaystyle \angle CBA}, primero extender el cateto {\displaystyle AB} y dibujar la cicloide con {\displaystyle AB} como eje x. Luego, en el otro cateto {\displaystyle BC}, dibujar la línea {\displaystyle BD} con longitud 1 y dibujar una paralela a {\displaystyle AB} a través del punto {\displaystyle D}. Esta recta se cruza con la cicloide en el punto {\displaystyle P_{3}}. Ahora, conectar el punto {\displaystyle P_{3}} con el centro de la cicloide {\displaystyle O} (origen del sistema de coordenadas), luego la línea {\displaystyle OP_{3}} con la extensión de {\displaystyle AB} forma un ángulo cuya dimensión angular es exactamente un tercio de la dimensión angular del ángulo inicial {\displaystyle \angle CBA}. Téngase en cuenta que en el caso de ángulos agudos u obtusos, la paralela siempre se cruza con la cicloide en dos puntos, por lo que inicialmente hay dos puntos disponibles para determinar {\displaystyle P_{3}}. Si es un ángulo agudo ({\displaystyle \angle CBA<90^{\circ }}), la intersección más cercana al ángulo se selecciona como {\displaystyle P_{3}}. En el caso de un ángulo obtuso ({\displaystyle \angle CBA>90^{\circ }}) sin embargo, se elige el punto de intersección más distante como {\displaystyle P_{3}}.

## Tipos de curvas de Ceva

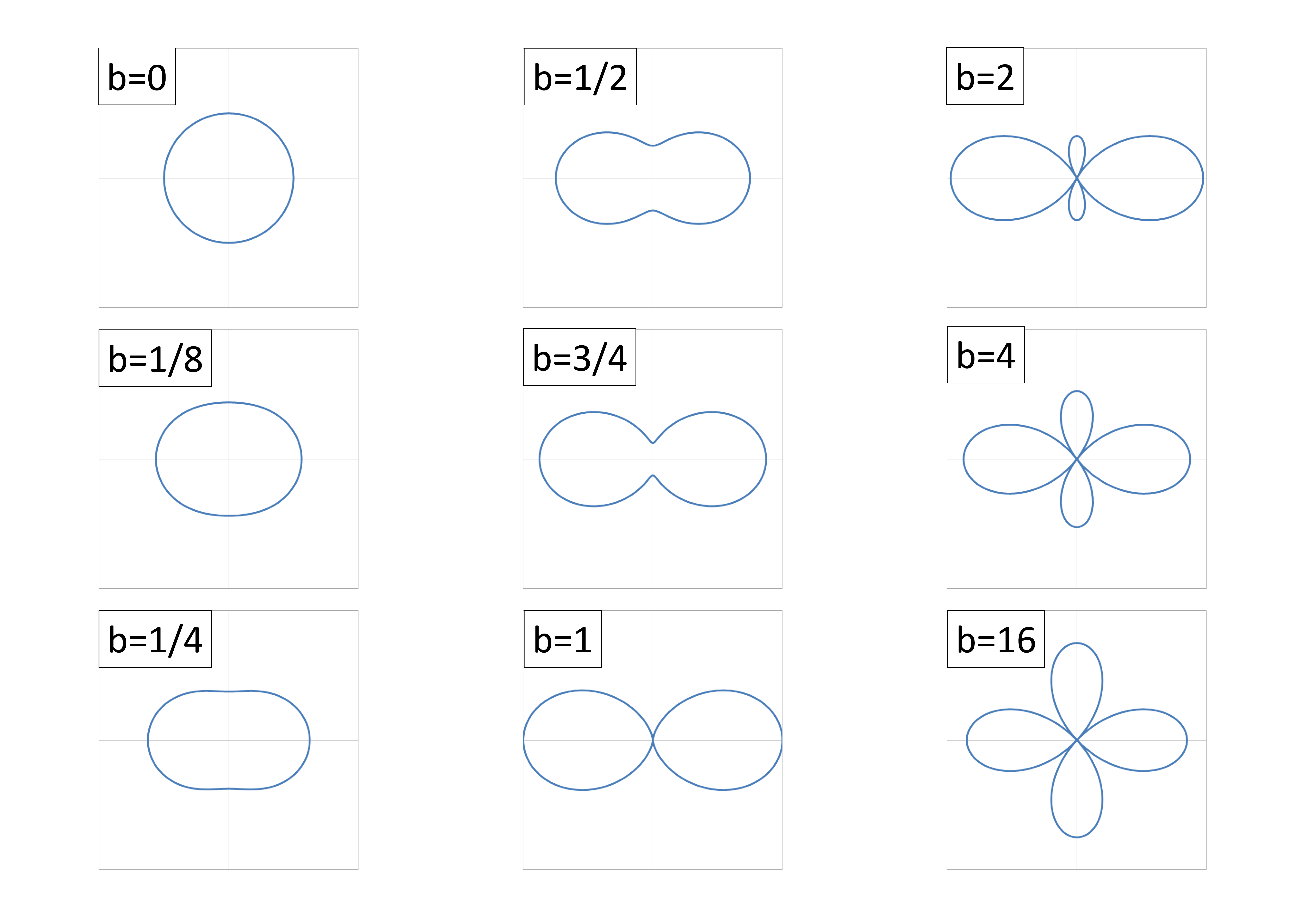
Distintos tipos de curvas de Ceva

Cuando la trisectriz de Ceva se expresa con la forma polar:
{\displaystyle \rho =1+b\sin {(2\theta -\pi /4)}}
variando el parámetro {\displaystyle b}, se obtienen una serie de curvas particulares:
- b=0 >> la curva resultante es una circunferencia
- b=1/8 >> la curva resultante recuerda a la forma de un pomelo
- b=1/4 >> la curva resultante recuerda a la forma de una gragea
- b=1/2 >> la curva resultante recuerda a la forma de un cacahuete
- b=3/4 >> la curva resultante recuerda a la forma de un antifaz
- b=1 >> la curva resultante recuerda a la forma de un doble huevo
- b=2 >> trisectriz de Ceva
- b=4 >> trébol de cuatro hojas iguales dos a dos
- b=16 >> trébol de cuatro hojas de la misma longitud

## Sectriz de Ceva

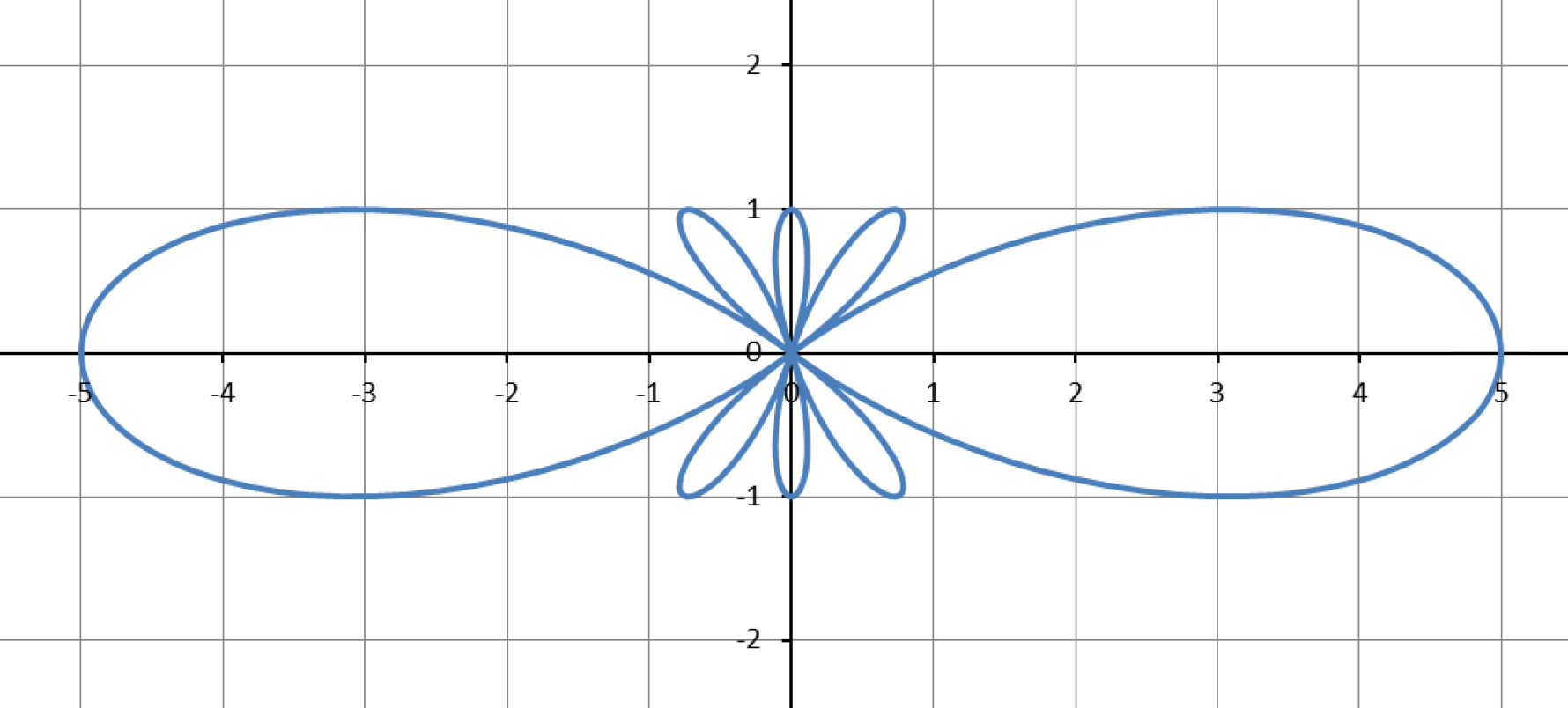
Sectriz de Ceva de orden 5 (n=2)

La curva de orden n, con ecuación polar:
{\displaystyle \rho =a{\frac {\sin {(2n+1)\theta }}{\sin {\theta }}}}
es una {\displaystyle (2n+1)}-sectriz, y se denomina sectriz de Ceva.

## Historia
Tommaso Ceva (1648-1736), hermano de Giovanni Ceva (1647-1734), describió la curva en su obra Opuscula mathica publicada en 1699, obra en la que la curva apareció denominada como cycloidum anomalarum. La idea matemática en la que se basa la construcción de la curva se remonta a Arquímedes (287-212 a. C.), quien la utilizó para realizar la trisección del ángulo con la ayuda de una regla marcada.